# Papel de filtro

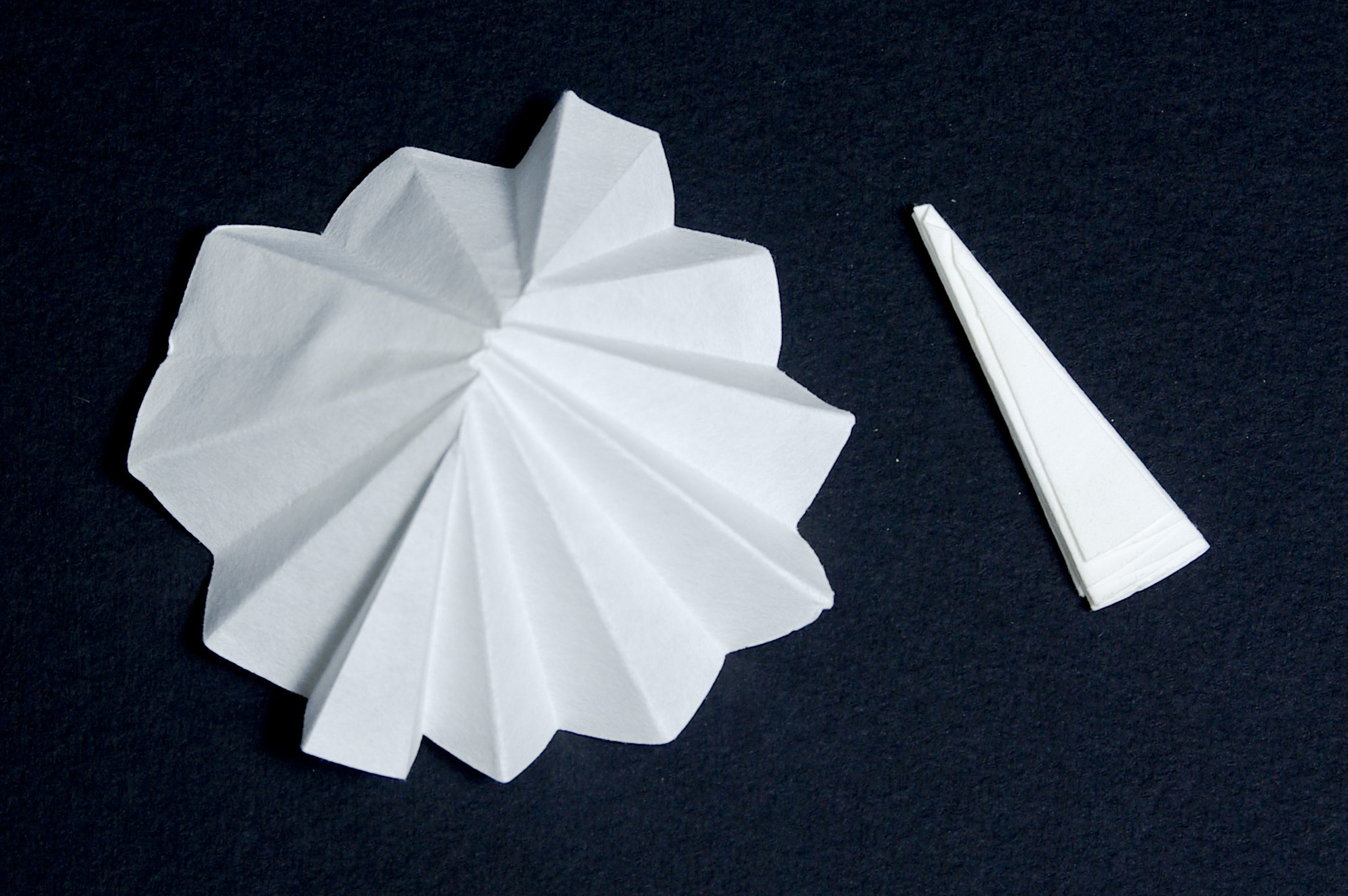
Papel filtro de laboratorio.

El papel de filtros es un papel que se corta en forma circular y se introduce en un embudo de filtración, con el fin de ser filtro para las impurezas insolubles y permitir el paso de la solución a través de sus poros.
El "papel filtro" se usa principalmente en laboratorios analíticos para filtrar soluciones heterogéneas. Normalmente está constituido por derivados de celulosa y permite el manejo de soluciones con pH entre 0 y 12 y temperaturas de hasta 120°C.
Normalmente tienen un área aproximada de 10 cm² y un peso aproximado desde 80 hasta 130 g/m².
Actualmente se pueden conseguir papeles filtro de diferentes rugosidades y diámetros de poro. 
Dentro de los diferentes tipos de papeles filtro existen los cuantitativos, que también permiten un filtrado adecuado y además permiten cuantificar el número de partículas suspendidas en el líquido a filtrar. Son también utilizados principalmente para el análisis gravimétrico y preparación de muestras.
- Datos: Q910257
- Multimedia: Paper filters / Q910257